# Чабано
Чабано (груз. ჩაბანო) — село в Грузии, на территории Тианетского муниципалитета края (мхаре) Мцхета-Мтианети.

## География
Село находится в северо-восточной части Грузии, на берегах реки Сагами (левый приток реки Иори), на расстоянии приблизительно 4 километров (по прямой) к северо-востоку от посёлка городского типа Тианети, административного центра муниципалитета. Абсолютная высота — 1164 метра над уровнем моря.

## Население
По результатам официальной переписи населения 2014 года в Чабано проживало 174 человека (95 мужчин и 79 женщин). В национальной структуре населения грузины составляли 100 %.
| Год  | Население, человек |
| ---- | ------------------ |
| 2002 | 281                |
| 2014 | ↘ 174              |